# سديم عاكس

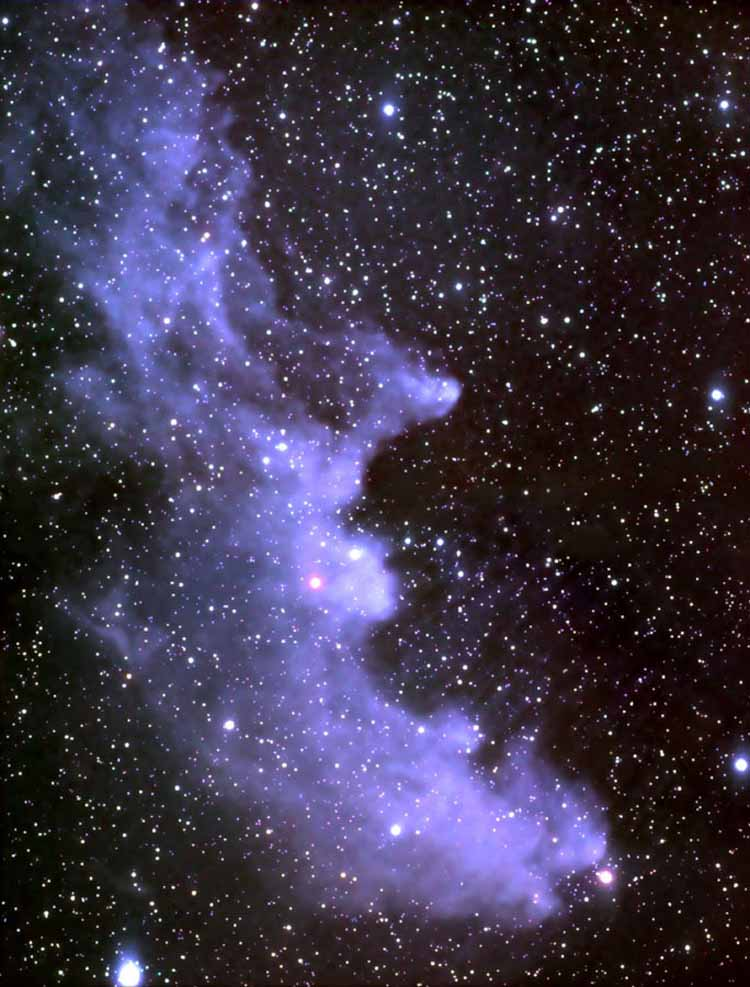
سديم رأس الساحرة العاكس في كوكبة الجبار.الضوء المنعكس هو ضوء نجم رجل الجبار.

في علم الفلك السديم العاكس أو سديم الانعكاس (بالإنجليزية: Reflection Nebula)‏ هو سحابة من الغبار والغاز لا تخلق ضوء خاص بها، ولكن لمعانها ناتج من خلال أنعكاس الضوء القادم من نجم أو من عدة نجوم قريبة ومحيطة بها. في سدم الانعكاس يكون انعكاس ضوء النجوم على ذرات الغاز غير كافي لتأيين الغاز في السديم وإنشاء سديم إشعاعي، ولكن هذا الانعكاس كافي لجعل الغبار مرئي. الطيف الترددي لضوء سديم عاكس منتشر مستقطب قليلا ولديه طيف مماثل لتلك الصادرة من النجوم المضيئة. ومن بين الجسيمات المجهرية المسؤولة عن الانتشار مركبات الكربون ومركبات أخرى مثل الحديد والنيكل. عنصرا الحديد والنيكل غالبا ما تنحاز إلى المجال المغناطيسي للمجرة وهذا يؤدي إلى انتشار الضوء واستقطاهة قليلا في الغالب نحو ألأزرق.
وقد يحدث أن يتواجد السديم بالقرب من نجم أكثر برودة، في هذه الحالة سيكون لون السديم مائل للأصفرار حيث أن موجات الضوء الأزرق الصادرة من نجم بارد في مثل هذه الحالة تكون قليلة ولا تكفي لانتشار عبر مسافات كبيرة من الفضاء.
حجم السديم لا يتم تحديده عن طريق حجم سحابة الغبار عبر منطقة تواجدها، ولكنه بالأحرى يحدد بالمنطقة التي ينتشر فيها اللمعان خلال المساحة المحيطة. وغالبا ما تظهر السدم المنعكسة والسدم الانبعاثية معا في بعض الأحيان ويشار إليها حينئذ بالسدم المنتشرة. ويرجع تصنيف السدم إلى سديم إشعاعي وسديم عاكس إلى العالم الفلكي إدوين هابل في عام 1922.

## تحليل السديم العاكس

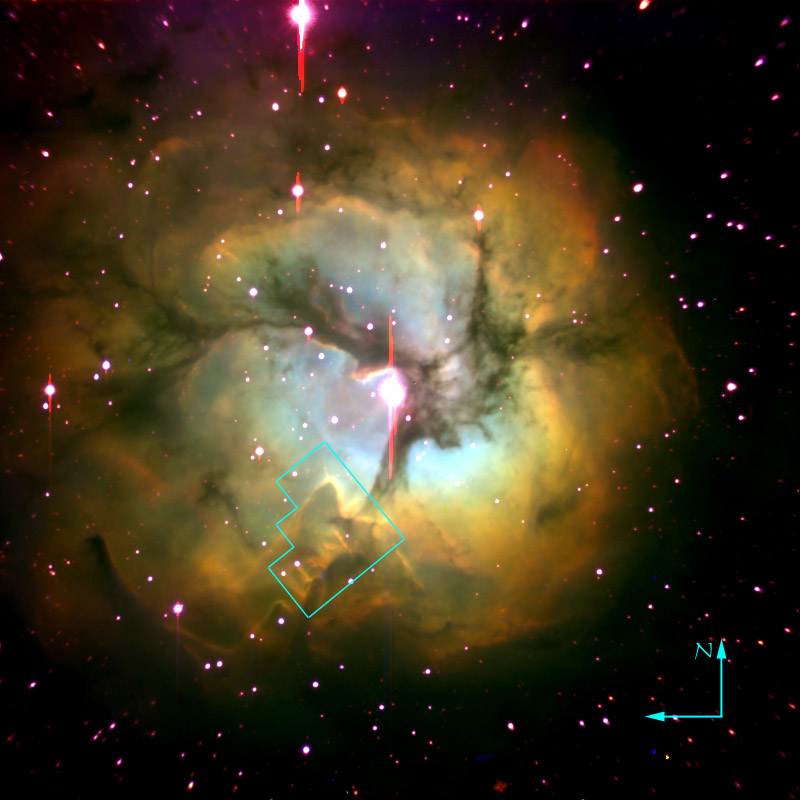
سديم تريفيد أو مسييه 20.

يمكن تعيين خواص ومكونات السدم العاكسة عن طريق تحليل الطيف القادم منه ومقارنته بطيف النجم وبتحديد مستويات الطاقة الناقصة (خطوط الطيف) التي تظهر على شكل خطوط سوداء تقطع الطيف. السُدُم العاكسة عادة ما تكون زرقاء
لأن تشتت الضوء عليها يكون أكثر كفاءة للضوء الأزرق عن الأحمر (عملية الانكسار هذه هي التي نرى بها السماء زرقاء ، وغروب الشمس أحمر ). وكثيراً ما تُري السُدُم العاكسة والانعكاسات معاً، وأحيانا يشار إلى انعكاسات السدم المنتشرة وحدها. وهناك نحو 500 سديم معروف من بين أجمل السُدُم العاكسة من ضمنها ماهو محيط بعنقود الثريا . ويمكن أيضاً رؤية السُدُم العاكسة الزرقاء بالقرب من تلك المنطقة في السماء ومن ضمنها سديم مسييه 20 الذي يصدر بعضه أشعة منعكسة وأجزاء أخرى منه تشع أشعة حمراء.
ويرتبط انعكاس رأس السديم الساحر (IC2118)، حوالي 1000 سنة ضوئية من الأرض، ويرتبط مع الرجل الجبار نجمة ساطعة في كوكبة الجوزاء. وسديم يضيء بسبب الضوء المنعكس من الرجل الجبار في الزاوية العليا اليمنى للصورة، ثم الغبار الناعم في السديم يعكس الضوء. ووجود الزرقة ليس فقط بسبب الرجل الجبار ولكن لأن الغبار يعكس الضوء الأزرق أكثر، وبكفاءة أكبر من اللون الأحمر. (رجل الجبار (أو بيتا الجبار) هو ألمع نجم في كوكبة الجبار وسادس أكثر النجوم لمعانًا في سمائنا ويبلغ قدره الظاهري 0.18، وله لاحقة بيتا وفق تسمية باير.)

## قانون اللمعان
في عام 1922، نشر إدوين هابل نتيجة تحقيقاته عن السدم المُشرقة. وجزء من هذا العمل هو قانون هابل للمعان السدم الانعكاسية
، الذي يكون علاقة بين القطر الزاوي (R) للسديم والقدر الظاهري (M) للنجم المرتبط به :
5 log(R) = -m + k
حيث k ثابت يعتمد على دقة القياس ويُسمي ( ثابت كولوم ).

## الصور

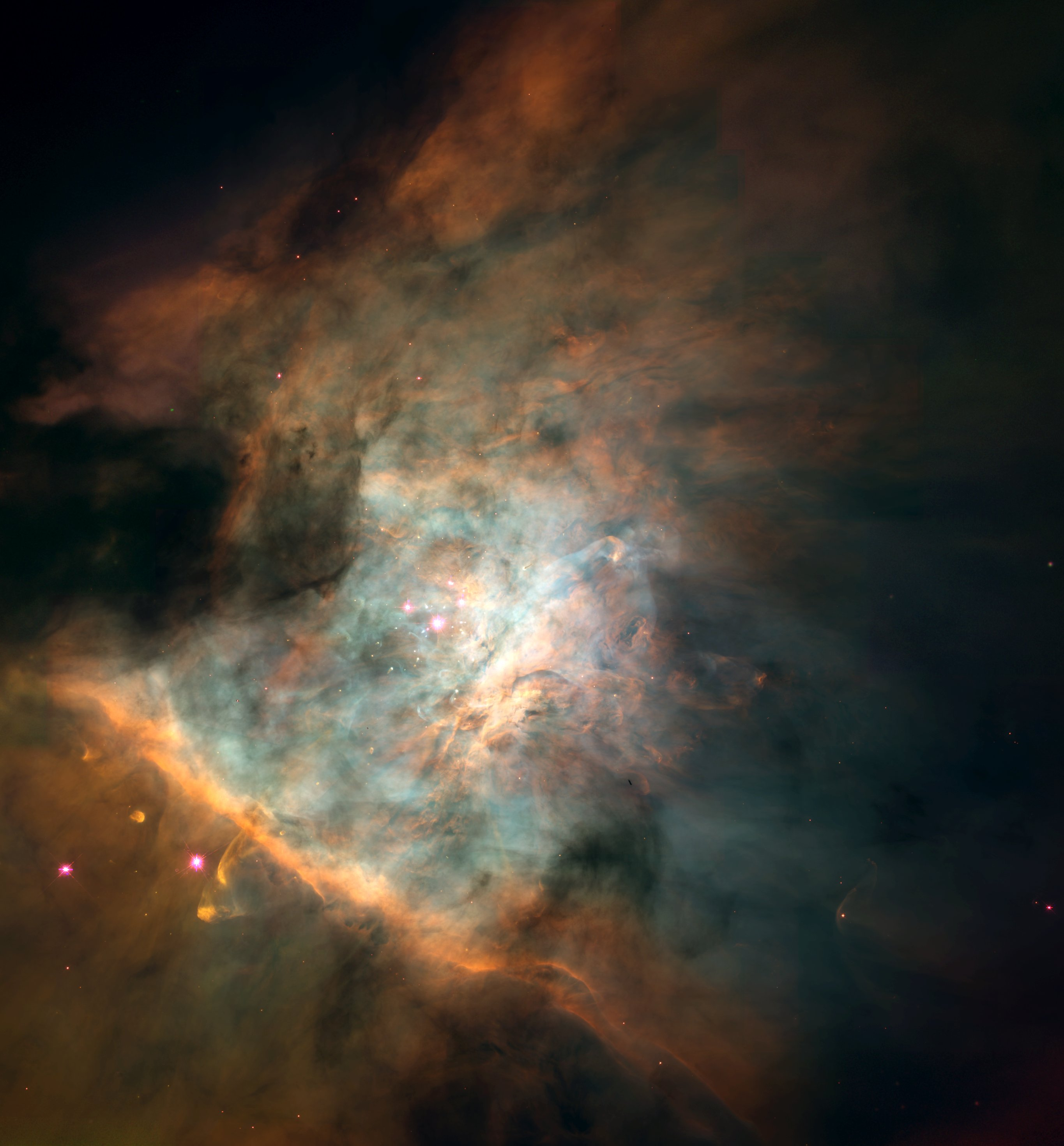
جزء من سديم الجبار
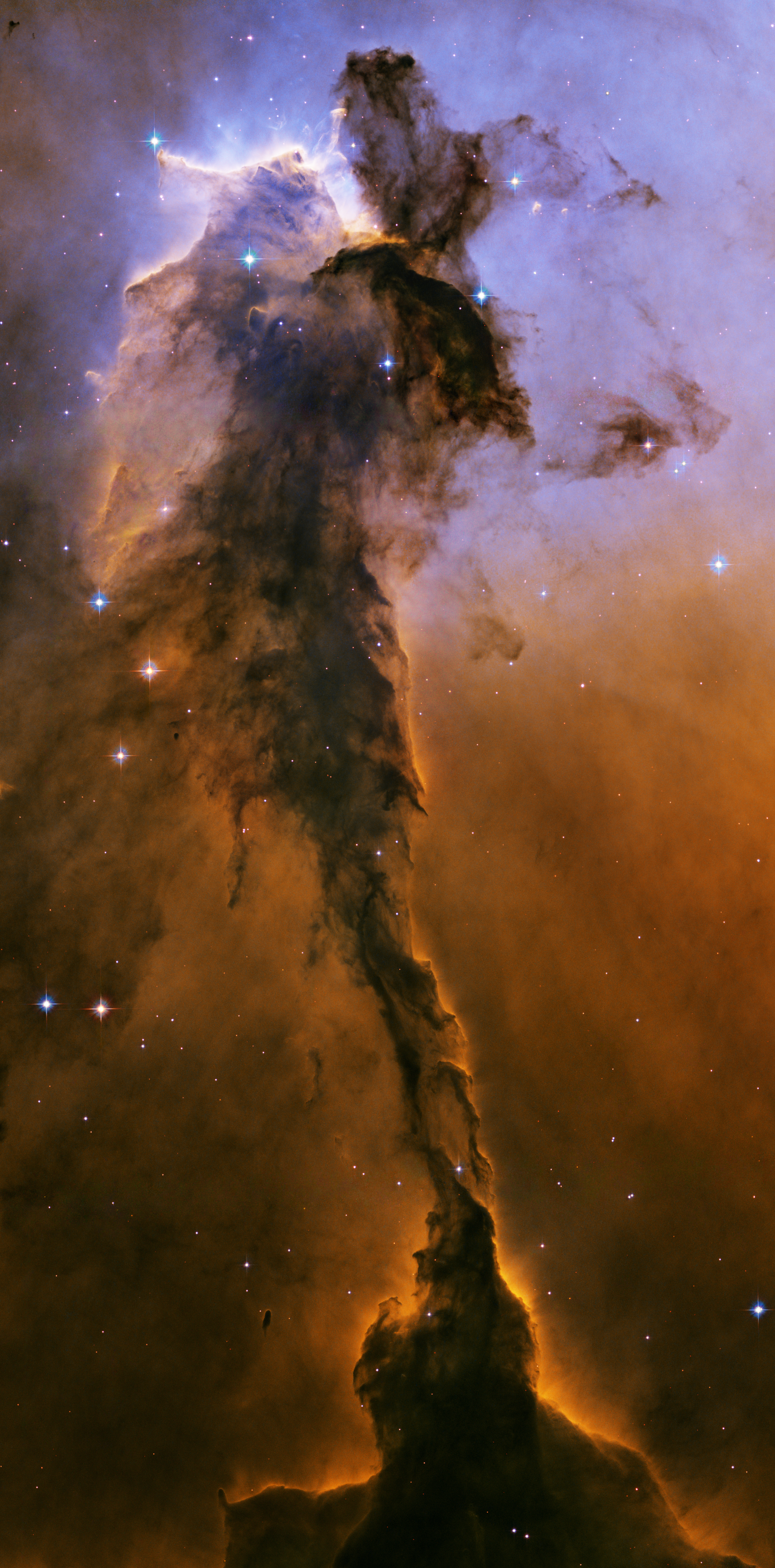
نظرة من قرب لسديم النسر بواسطة المرصد الفضائي هابل
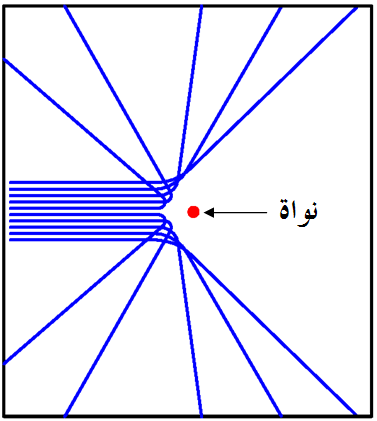
تبعثر وفق القطع الزائد لجسيمات متماثلة الشحنة
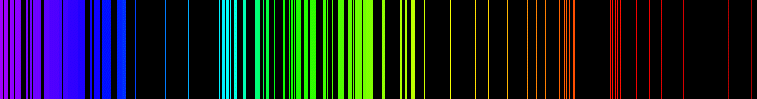
طيف الإصدار للحديد في مجال الطيف المرئي.
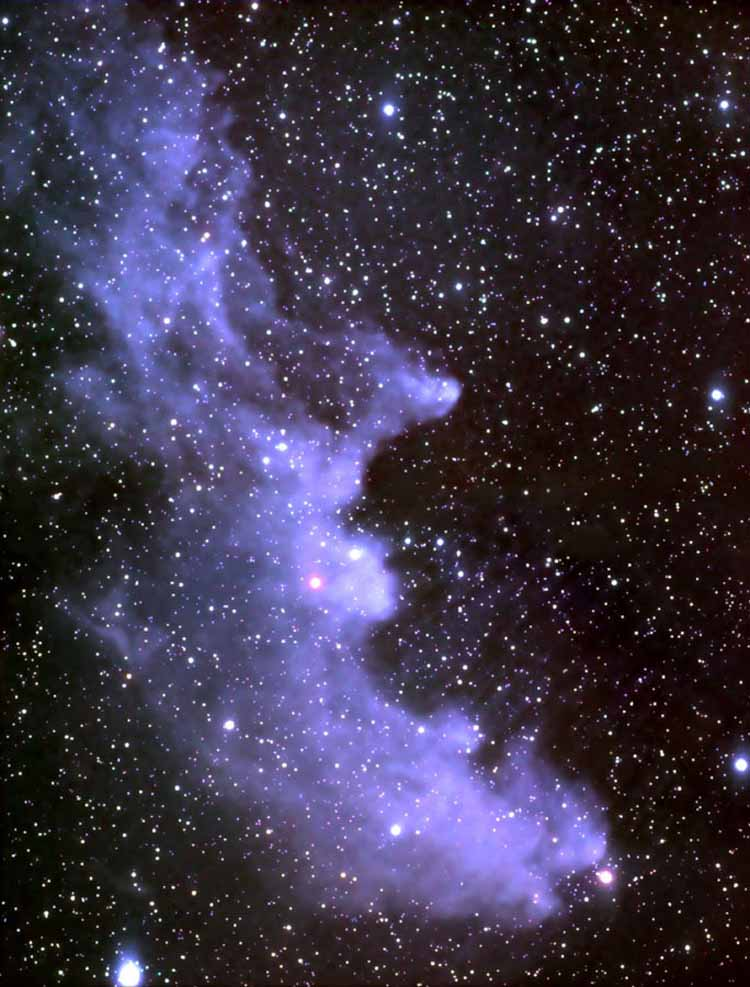
سديم رأس الساحرة العاكس في كوكبة الجبار.الضوء المنعكس هو ضوء نجم رجل الجبار.
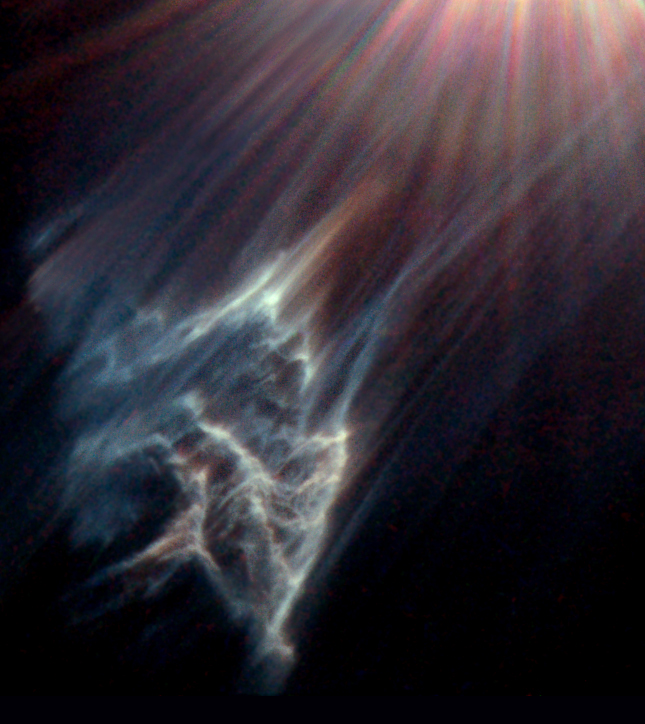
IC 349 سديم عاكس في الثريا